# Alseodaphne rugosa
Alseodaphne rugosa Merr. & Chun – gatunek rośliny z rodziny wawrzynowatych (Lauraceae Juss.). Występuje naturalnie w południowych Chinach – w prowincji Hajnan.

## Morfologia
PokrójZimozielone drzewo dorastające do 12–20 m wysokości. Gałęzie są mocne i poskręcane.
LiścieZebrane na końcach gałęzi. Mają kształt od podłużnie odwrotnie jajowatego do podłużnie lancetowatego. Mierzą 15–36 cm długości oraz 4–10 cm szerokości. Są skórzaste. Nasada liścia jest klinowa. Blaszka liściowa jest o krótko spiczastym wierzchołku.
OwoceMają podłużny kształt, osiągają 2,5–3 cm długości.

## Biologia i ekologia
Rośnie w lasach mieszanych. Występuje na wysokości od 1200 do 1300 m n.p.m. Owoce dojrzewają od lipca do grudnia.